# Pinacoteca nazionale (Siena)

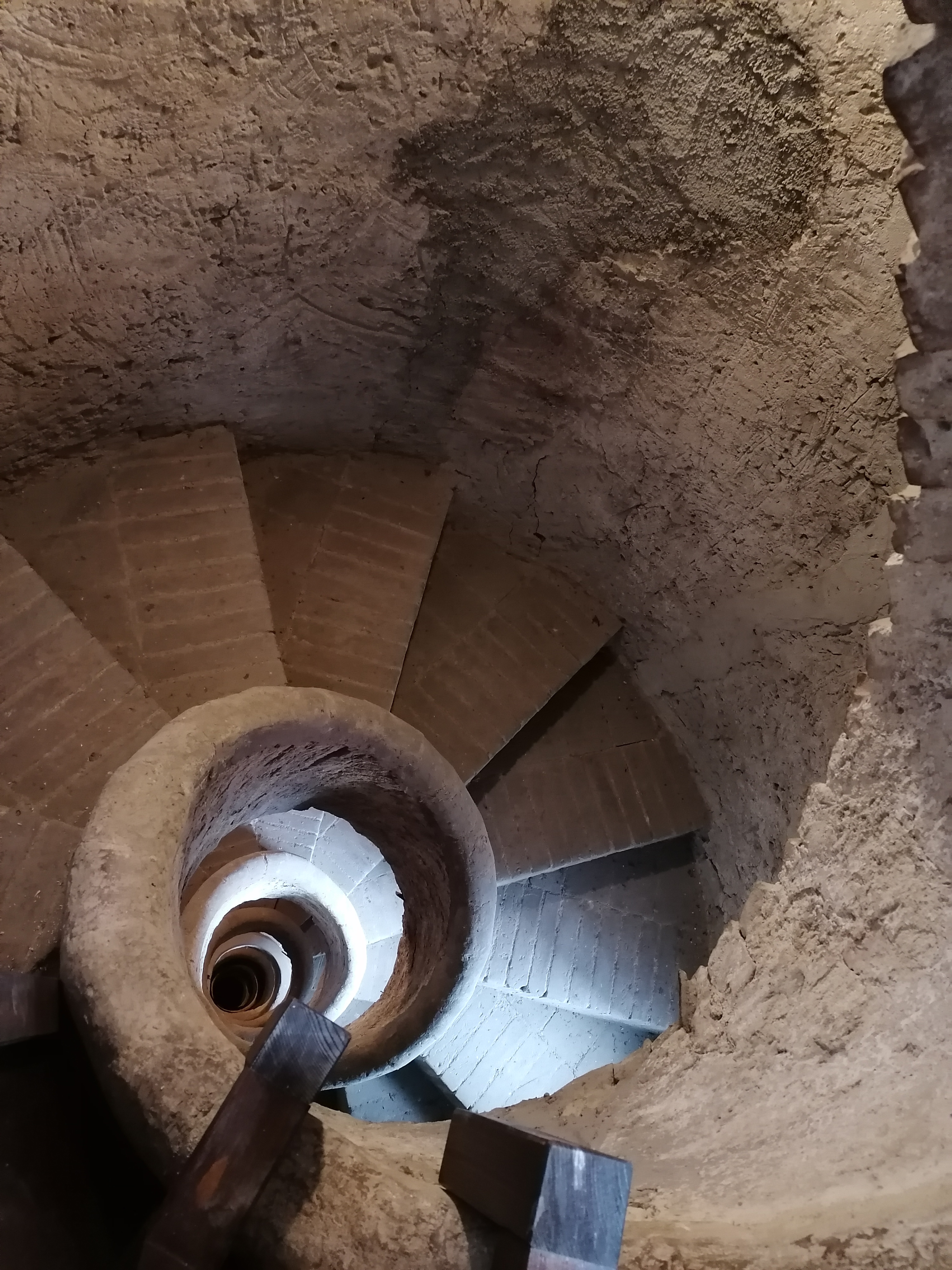
La scala "della Pia" all'interno di Palazzo Brigidi

La Pinacoteca nazionale di Siena è il più importante museo statale della città, in cui è presente una fondamentale raccolta di opere di scuola senese dal XIII al XVII secolo. La collezione è stata inaugurata nel 1932 ed espone anche i dipinti prima conservati presso l'Accademia di belle arti di Siena.
Dal dicembre 2014 il Ministero per i beni e le attività culturali la gestisce tramite il Polo museale della Toscana, nel dicembre 2019 divenuto Direzione regionale Musei.
Con il d.P.C.m. n. 123 del 24 giugno 2021 diventa un Istituto museale autonomo, non più sottoposto alla Direzione Regionale.

## Storia
Il nucleo originale della pinacoteca si formò nel Settecento, con la raccolta dei dipinti dell'abate Giuseppe Ciaccheri, e dell'abate Luigi De Angelis, eruditi illuminati della città, che vollero preservare le opere più antiche dell’arte senese che, con la soppressione di conventi e altri istituti religiosi, rischiavano la distruzione o l’alienazione. Furono così in modo particolare i fondi oro dei “primitivi” senesi, tavole d’altare, grandi polittici o pannelli isolati, a formare la collezione della Galleria dell’Accademia (museo originario legato all’Istituto di Belle Arti). 
La collezione continuò ad ampliarsi nel corso dell’Ottocento grazie alla partecipazione cittadina così, ad esempio, un nucleo di dipinti giunse in deposito dallo Spedale Santa Maria della Scala, mentre la famiglia Piccolomini Spannocchi donò la sua raccolta di dipinti.
Nel 1930 la collezione passò allo Stato e fu trasferita nei palazzi Brigidi e Buonsignori, sede ancora oggi della Pinacoteca. L'anno di apertura del museo, il 1932, fu anche quello dell'ordinamento cronologico della collezione, pressoché inalterato fino ai giorni nostri. La distribuzione delle opere nelle sale ha invece subito non poche variazioni negli ultimi decenni, alla luce delle continue ricerche, di studi sempre più approfonditi sulla pittura senese, e delle mostre che sono state dedicate ai suoi maestri. 

## Sede
La pinacoteca è ubicata nei palazzi Brigidi e Buonsignori presso via San Pietro.
Il palazzo Buonsignori, nonostante la sua edificazione risalga al XV secolo, presenta una facciata direttamente ispirata al medievale palazzo pubblico della città, anche grazie ai restauri puristi della seconda metà del XIX secolo.
Il palazzo Brigidi è invece di più antica costruzione (XIV secolo) ed è solitamente identificato come l'antica residenza della famiglia Pannocchieschi. A questa famiglia si lega la storia di Pia de’ Tolomei, citata da Dante nel V canto del Purgatorio, sposa di Nello d’Inghiramo Pannocchieschi, che l’avrebbe uccisa per gelosia o per poter sposare un’altra donna. Da questa leggendaria associazione prende il nome la scala a chiocciola, che collega tutti i piani del palazzo Brigidi, dalle soffitte alla cantina che sarebbe stata il luogo delle prigionia della Pia. La scala "della Pia”, ha una struttura leggera e rivela un’abile progettazione; ci si può affacciare per vederla da un ambiente del secondo piano della Pinacoteca, ma non è possibile percorrerla.

## Percorso espositivo
Nutritissima di dipinti di raffinata qualità, la pinacoteca documenta essenzialmente l'evoluzione della pittura senese dal XIII al XVIII secolo. La visita al museo ha inizio dal secondo piano (Secoli XII-XV) e procede cronologicamente verso i piani inferiori.
Il terzo piano è attualmente dedicato alle esposizioni temporanee.

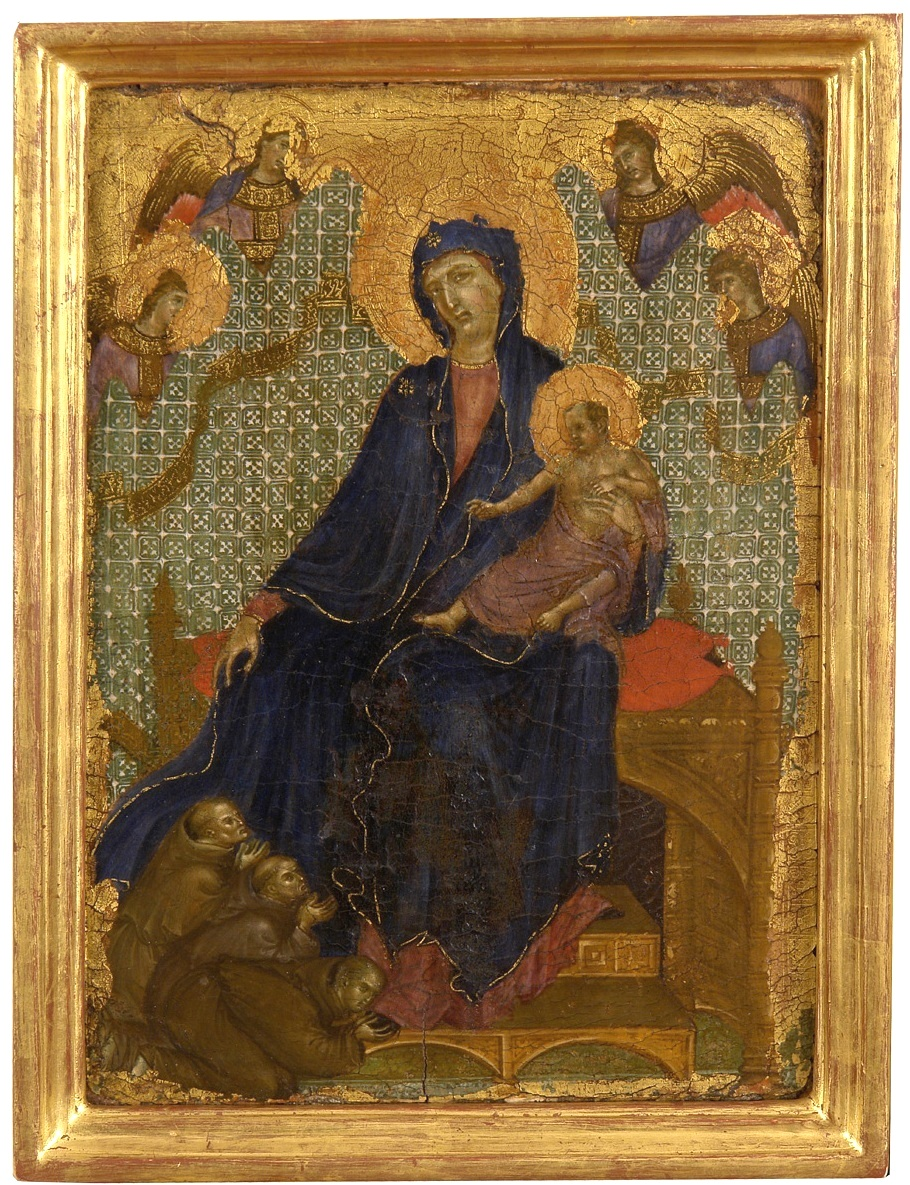
Duccio di Buoninsegna, Madonna dei francescani

### Secondo piano

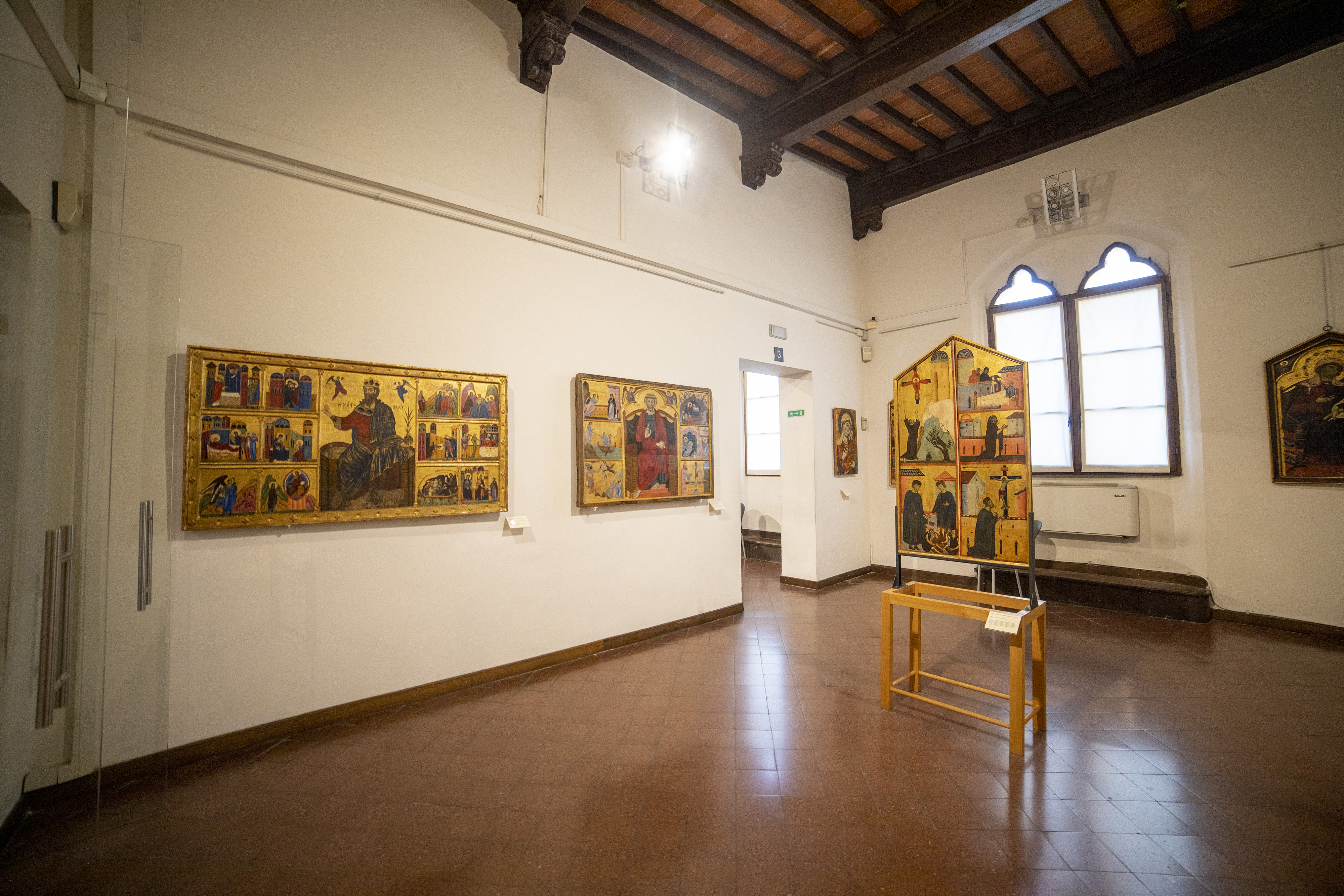
Sala 2, opere del Duecento

Le sale 1-2 mostrano esempi di pittura prima dell'affermarsi del gotico, dalla fine del XII alla fine del XIII secolo. Nella prima sala spicca il Crocifisso della fine del XII secolo dalla chiesa di San Pietro in Villore e il Crocifisso n. 597 (Croce di Santa Chiara) dell'inizio del Duecento. Datato 1215 (e, quindi, la più antica opera documentata di scuola senese) è il Paliotto del Salvatore del Maestro di Tressa. Il dossale di Guido da Siena con la Trasfigurazione, entrata di Cristo a Gerusalemme e resurrezione di Lazzaro è un'opera rara per tecnica (tempera su tela), qualità e stato di conservazione. Un paliotto duecentesco mostra la Madonna col Bambino tra due angeli. La sala 2 ha alcune opere di Guido da Siena e seguaci (dossale con la Madonna col Bambino e santi, Madonna col Bambino e due angeli). Gli sportelli dell'armadio col Beato Andrea Gallerani ed episodi miracolosi della sua vita nonché il Dittico di Santa Chiara sono opere di Dietisalvi di Speme. Al cimabuesco Guido di Graziano è attribuito il San Francesco con storie della sua vita e il paliotto con San Pietro in trono e sei storie della sua vita. Il Paliotto di San Giovanni Battista (1270-1280) è di scuola senese ma mostra una più stretta aderenza ai canoni bizantini.
Nelle sale 3-4 vi è raggruppato un corpus di opere di mano di Duccio di Buoninsegna e dei suoi seguaci, a testimonianza della definitiva affermazione di una scuola pittorica senese di altissimo livello. Spiccano la Madonna dei Francescani e il Polittico n. 28 di Duccio, la Madonna col Bambino del Maestro di Badia a Isola, e la Crocifissione con san Francesco di Ugolino di Nerio. Sono presenti anche opere giovanili di Simone Martini come la Madonna della Misericordia di Vertine (realizzata in collaborazione con Memmo di Filippuccio) e la bellissima Madonna con Bambino n. 583. Sono di allievi di Duccio il Crocifisso di Segna di Bonaventura, i Santi Benedetto, Michele, Bartolomeo e Nicola di Niccolò di Segna, suo figlio, e la Madonna col Bambino in trono del Maestro di Città di Castello.

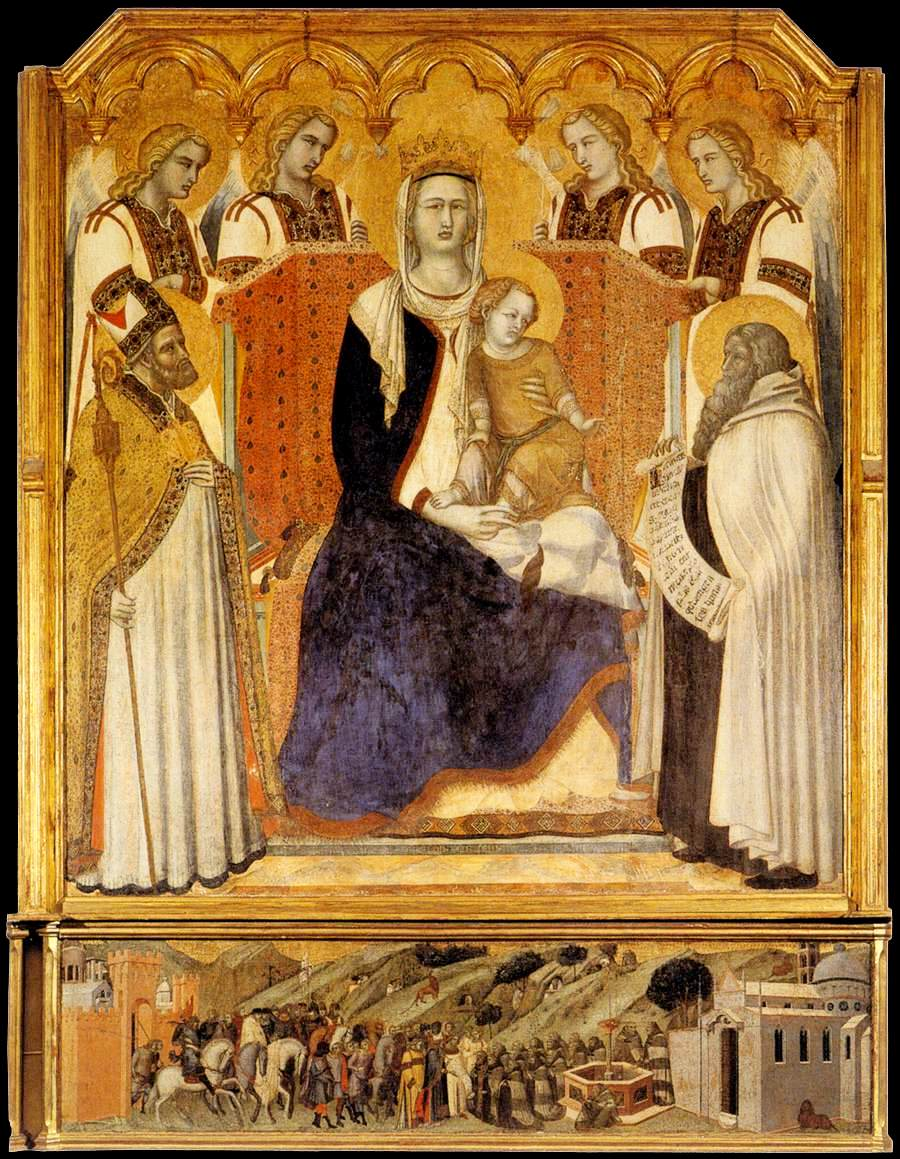
Pietro Lorenzetti, Pala del Carmine (1328-1329)

Le sale 5-6 sono invece dedicate a Simone Martini e ai suoi seguaci: si segnalano la splendida Pala del Beato Agostino Novello (1330 circa), la giovanile Madonna di Vertine e la Madonna di Lucignano d'Arbia. Al cognato Lippo Memmi spettano invece la Madonna col Bambino e i santi Francesco e Ludovico di Tolosa, nonché la Madonna col Bambino dalla basilica dei Servi e i resti degli affreschi dal chiostro di chiesa di San Domenico. È del Maestro di Palazzo Venezia lo Sposalizio mistico di santa Caterina d'Alessandria e, di Naddo Ceccarelli, il Polittico della Madonna col Bambino e santi. La sala 6 è dedicata ai seguaci di Simone dopo la peste del 1348: Luca di Tommè (Polittico della Madonna in trono col Bambino e santi), Niccolò di ser Sozzo (coautore del polittico precedente) e Bartolo di Fredi (Adorazione dei Magi con una fiabesca veduta di Siena).
La grande sala 7 chiude la rassegna dei capiscuola senesi del Trecento con i fratelli Pietro e Ambrogio Lorenzetti e i loro seguaci. Al primo spetta la Pala del Carmine (1327-1329) di Pietro Lorenzetti, uno dei capolavori assoluti del Trecento senese, il Trittico dei santi Bartolomeo, Cecilia e Giovanni Battista, il Polittico di San Giusto e la tavoletta della Crocifissione; più rovinato il Crocifisso e di attribuzione incerta l'Allegoria della Redenzione. Ad Ambrogio il giovanile Trittico della Madonna col Bambino tra le sante Maria Maddalena e Marta, la Madonna col Bambino, la Piccola Maestà e l'Annunciazione dal palazzo Pubblico (1348), sua ultima opera conosciuta, dipinta probabilmente poco prima della morte durante la pestilenza. La sala è completata da esempi di pittori che fecero rinascere la tradizione pittorica locale dopo la scomparsa della generazione del primo Trecento: Paolo di Giovanni Fei (Natività della Vergine) e Bartolomeo Bulgarini (Madonna in trono col Bambino e angeli, Trittico della Crocifissione).
Le sale 8 e 9 mostrano gli ultimi trecentisti alle soglie anche del XV secolo, tra cui spicca Andrea Vanni (Crocifissione, Stendardo della Madonna col Bambino e in trono e fedeli). La sala 11 è dedicata a Taddeo di Bartolo (Crocifisso del 1420, Annunciazione forse da legare ai tre scomparti di predella con Adorazione dei Magi, Adorazione dei pastori, Martirio dei santi Cosma e Damiano) e ad Andrea di Bartolo (Madonna in trono tra i santi Filippo e Jacopo, Trittichetto della Natività di Gesù e santi).

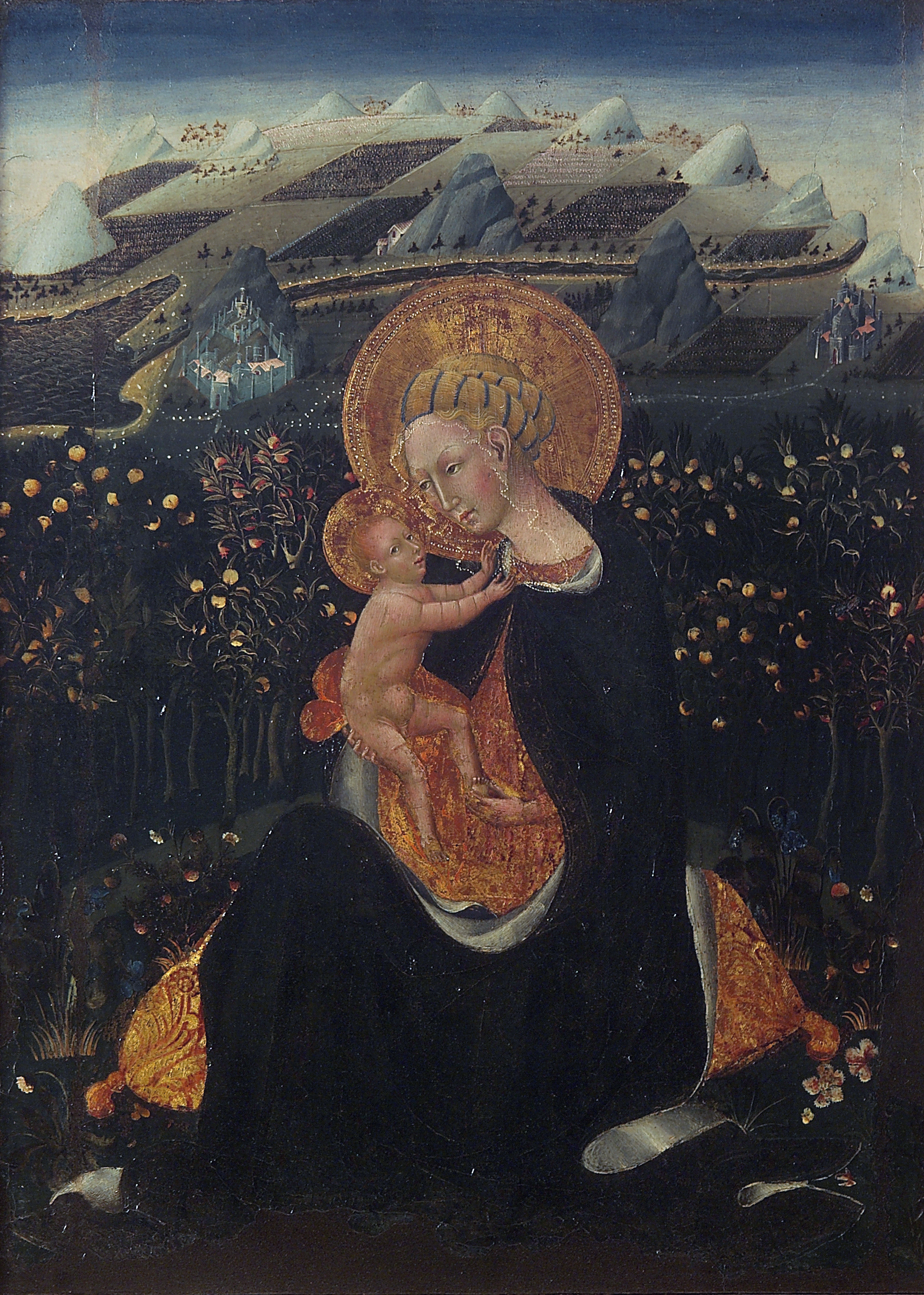
Giovanni di Paolo, Madonna dell'umiltà, 1435 ca.

Il resto del piano è dedicato all'arte senese del Quattrocento. Nelle sale 12-13 si incontrano i capiscuola Giovanni di Paolo (Crocifissione, Pala di Staggia, Polittico di San Nicola, Piccola Maestà, San Girolamo nello studio, Madonna dell'Umiltà, due Presentazioni al Tempio, Polittico di San Galgano, Giudizio Universale) e Sassetta con gli scomparti della Pala dell'Arte della Lana, fra cui si ricordano i due frammenti di paesaggio, un tempo attribuiti ad Ambrogio Lorenzetti, con una Città sul mare e un Castello in riva a un lago, e, non per ultima, la Madonna dell'Umiltà di Domenico di Bartolo datata 1433.
Nelle sale successive sono esposte le opere del Quattrocento di Francesco di Giorgio (Maria annunciata, Annunciazione, Natività coi santi Bernardo e Tommaso d'Aquino - 1475), Matteo di Giovanni (Madonna col Bambino e angeli) e Neroccio di Bartolomeo (Trittico della Madonna col Bambino tra i santi Michele e Bernardino). Nella sala 15 Adorazione dei pastori di Andrea di Niccolò e un fronte di cassone con Trionfo di David di Girolamo di Benvenuto. Un corridoio stretto ospita due predelle del Maestro dell'Osservanza e porta alle sale 16 e 17, quasi interamente dedicate al prolifico Sano di Pietro. Tra le opere di vaste dimensioni il Polittico dei Gesuati e il Polittico dei santi Cosma e Damiano, tra quelle piccole l'Annuncio ai pastori e l'Apparizione della Madonna a Callisto.
La sala 19 offre un compendio di artisti senesi del pieno Quattrocento, come il Vecchietta (Madonna con Bambino il modello in tela per il tabernacolo bronzeo del Duomo di Siena e il modello in tela per il tabernacolo bronzeo del Duomo di Siena), Francesco di Giorgio (Incoronazione della Vergine), Benvenuto di Giovanni (Ascensione di Cristo) e Girolamo di Benvenuto (Pala della Madonna della Neve).

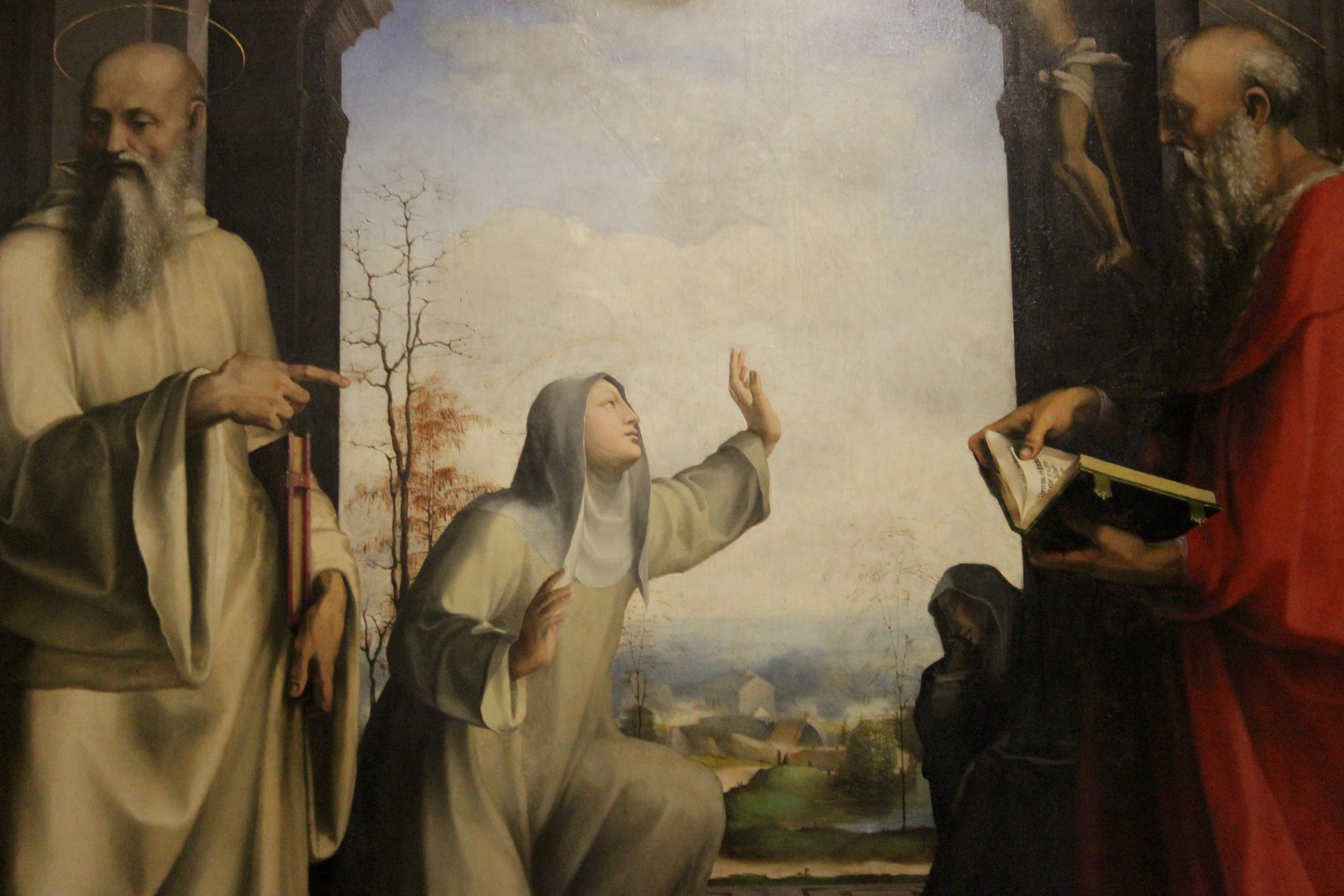
Domenico Beccafumi, Pala delle stimmate di Santa Caterina da Siena, 1515 ca.

### Primo piano
Al piano inferiore si ammirano opere del Cinque e Seicento senese. La grande sala 23 mostra le esperienze anteriori all'influenza del Beccafumi, con lavori di Pietro di Francesco Orioli (Ascensione di Cristo, Visitazione e santi, Madonna in trono tra i santi Onofrio e Nartolomeo), Bernardino Fungai (Assunzione della Vergine), Giacomo Pacchiarotti (Adorazione dei pastori), Girolamo Genga (affreschi dal palazzo del Magnifico Pandolfo Petrucci, Fuga di Enea da Troia e Riscatto dei prigionieri entro cornici coeve intagliate di Andrea Barili).

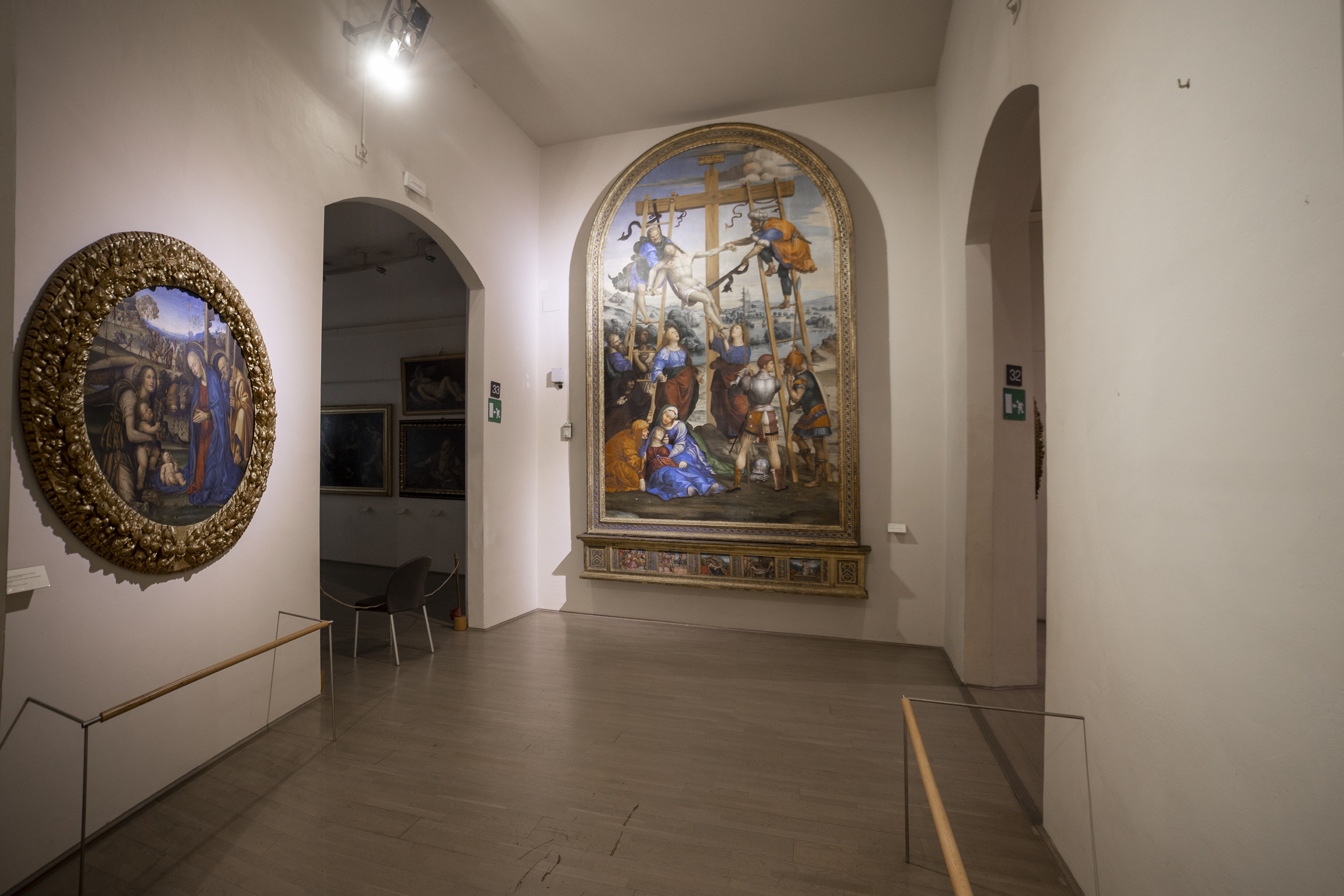
Sala 32, opere di Antonio Bazzi detto il Sodoma

Le sale 27-30 sono dedicate al Sodoma (Giuditta, Natività, Cristo alla colonna e Deposizione) e al Beccafumi (Trittico della Trinità, Santa Caterina da Siena riceve le stimmate tra i santi Benedetto e Girolamo, Natività della Vergine). Tra i collaboratori e seguaci di Beccafumi il Brescianino (Pala di Monteoliveto, Carità, Speranza e Fortezza), Marco Pino (Sacra Famiglia), Giorgio di Giovanni (Sposalizio mistico di santa Caterina d'Alessandria). Nella sala 30 si trovano i cartoni di Beccafumi per il pavimento del Duomo di Siena. La sala 31 completa il quadro del Cinquecento senese con esempi di Girolamo del Pacchia (Visitazione), la 32 è ancora dedicata al Sodoma e la 37 conclude il percorso del Beccafumi con la Caduta degli angeli ribelli e la Discesa di Cristo al Limbo, accostate alla scultura coeva del Cristo risorto del Marrina, che fu allievo di Beccafumi.
La 26 è una loggia con vista della città, in cui sono stati collocati frammenti scultorei tre-quattrocenteschi già nel cortile, tra cui i Profeti di Agostino di Giovanni, i Miracoli del beato Giovacchino Piccolomini di anonimo, il Cristo in mandorla da San Galgano di Giovanni di Agostino. Nelle sale 33-36 sono esposti i dipinti del Seicento senese e non fra cui opere di Rutilio Manetti (Miracolo di sant'Eligio), Francesco Vanni (Autoritratto, Immacolata concezione), Alessandro Casolani (Matrimonio mistico delle sante Caterina da Siena e d'Alessandria) e Vincenzo Rustici (Pietà). Nel corridoio affacciato sul cortile un Ritratto di Elisabetta I d'Inghilterra col setaccio della vestale Tuccia, capolavoro di Quinten Messys il Giovane.

## Musei collegati
Dall’istituzione del museo autonomo nel 2021, sono di pertinenza della Pinacoteca altri luoghi della cultura: il Palazzo Chigi Piccolomini alla Postierla e Villa Brandi, la Collezione Piccolomini Spannocchi e il Museo Archeologico nazionale visitabili all’interno dello Spedale Santa Maria della Scala.

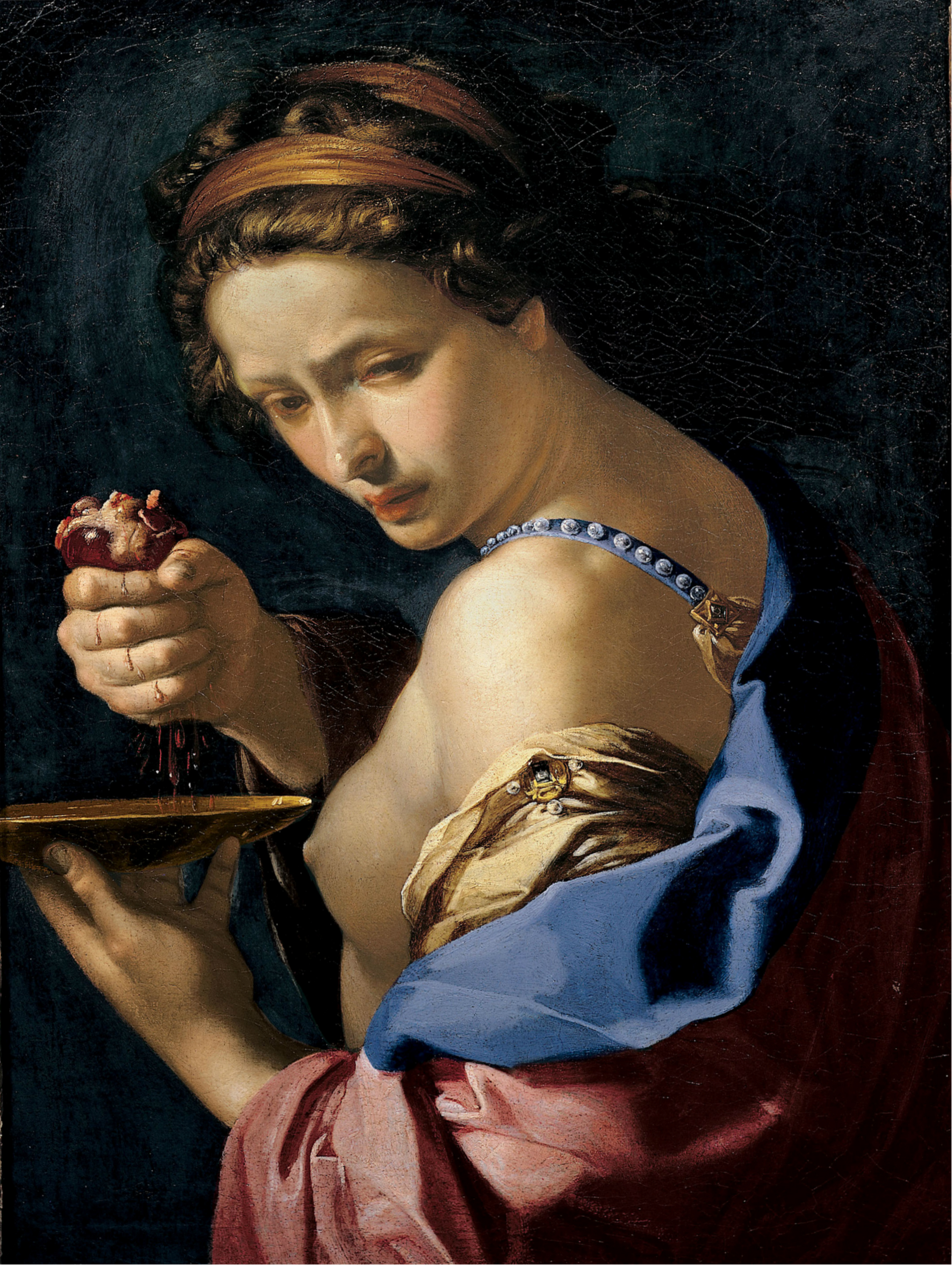
Bernardino Mei, Ghismunda, Palazzo Chigi Piccolomini alla Postierla

### Palazzo Chigi Piccolomini alla Postierla
Palazzo Chigi Piccolomini alla Postierla è situato in via del Capitano, nel cuore di Siena, dove al tempo della prima cerchia muraria sorgeva l’antica Porta Oria, successivamente detta la postierla. La costruzione del palazzo è stata commissionata da Scipione di Cristofano Chigi nella seconda metà del Cinquecento, sulla base di un progetto attribuito a Bartolomeo Neroni detto “il Riccio” (1515-10/1571).
Sulle due facciate, decorate da cornici a bugnato in pietra arenaria, è presente lo stemma Chigi della Rovere, mentre sul portone d’ingresso quello della famiglia Piccolomini che fu proprietaria del palazzo dalla fine del Settecento. All’interno ogni piano è costituito da un salone principale attorno al quale si aprono stanze con decorazioni a stucco e ad affresco con soggetti mitologici, allegorici e biblici. Negli ambienti sono esposte bellissime tele di Rutilio Manetti (Siena, 1571 - 1639), Bernardino Mei (Siena 1612 - Roma 1676), Raffaello Vanni (Siena, 1595 - 1673) e altri.
Il palazzo, che ospita uffici amministrativi della Pinacoteca, è visitabile dal pubblico durante aperture occasionali. È inoltre sede di un archivio e di una biblioteca a disposizione di studiosi e interessati di arte senese.

### Villa Brandi a Vignano
La villa, situata nella campagna alle porte di Siena, è stata costruita nel Cinquecento, probabilmente su progetto di Baldassarre Peruzzi, alcuni ambienti del primo piano conservano ancora decorazioni a stucco di questo periodo. Molte delle modifiche successive, come la costruzione della piccola cappella nel 1767 e la sistemazione del giardino a inizio Novecento, sono state volute dalla famiglia Brandi a cui la villa è appartenuta dalla metà del Settecento. Per tutta la sua vita Cesare Brandi frequentò la residenza di famiglia trasformandola in punto di riferimento per artisti e intellettuali suoi amici; alla sua morte, avvenuta proprio a Vignano nel 1988, Brandi lasciò la villa in eredità allo Stato. Negli ambienti interni, oltre agli arredi antichi dal Cinquecento al Settecento, è conservata la raccolta d’arte di Cesare Brandi, un compendio della cultura figurativa del Novecento costituito da opere dei più importanti artisti del periodo fra cui De Pisis, Morandi, Manzù, Guttuso, Mastroianni, Scialoja, Burri.
Il lascito Brandi, oltre alla villa e alla collezione di opere d'arte, comprende una biblioteca, un fondo manoscritto e una raccolta fotografica.

### Collezione Spannocchi
La quadreria appartenuta alla famiglia Piccolomini Spannocchi fu donata alla Comunità senese nel 1835 e dal 1932 fa parte della collezione della Pinacoteca nazionale. Solo un piccolo nucleo di dipinti trovò però spazio nell’esposizione iniziale del museo. Negli anni settanta, gli studi di Gabriele Borghini in occasione delle ricerche per la redazione del nuovo catalogo della Pinacoteca a cura di Piero Torriti, hanno offerto l’occasione per un approfondimento sulla storia della collezione. Fu in questo momento che venne ricavato un nuovo spazio espositivo (al terzo piano di Palazzo Buonsignori), in cui ospitare una parte più consistente della collezione. 
La collezione Spannocchi è rimasta nella sua collocazione all’interno della Pinacoteca nazionale fino al 2021. Gli studi sempre più approfonditi sulle vicende della collezione, e la volontà di renderla completatamene visibile, hanno dato vita a un progetto di riunificazione delle sue parti e di esposizione presso il Santa Maria della Scala.
Nel nuovo spazio sono adesso esposti tutti i capolavori tra cui opere di Lorenzo Lotto, Giovanni Battista Moroni, Sofonisba Anguisola e Albrecht Dürer.

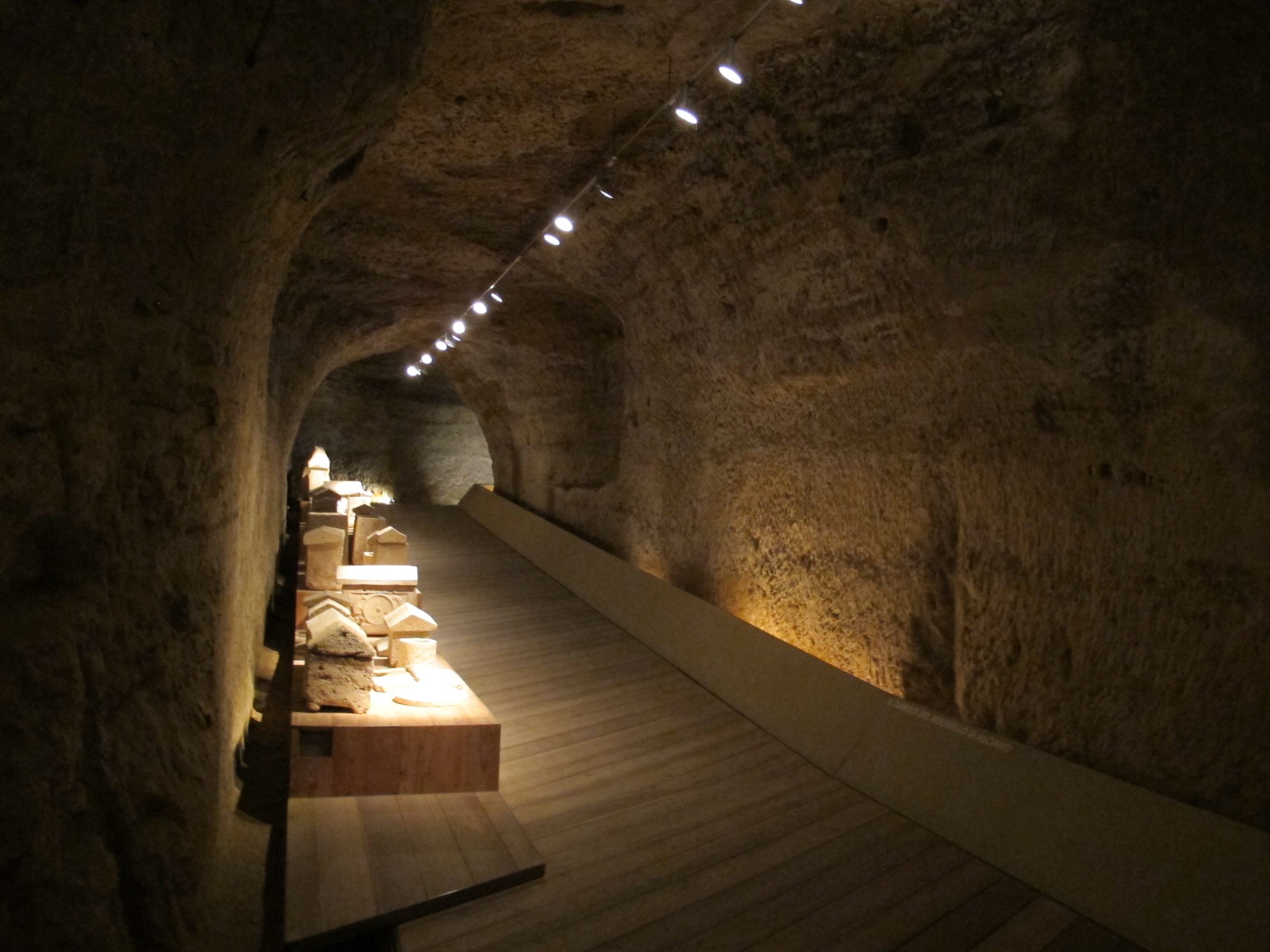
Il Museo Archeologico Nazionale di Siena nel complesso museale di Santa Maria della Scala

### Museo archeologico nazionale
Il Museo Archeologico Nazionale di Siena fu fondato da Ranuccio Bianchi Bandinelli, una delle figure più importanti dell’Archeologia italiana. Esso è dal 2001 ospitato nel piano inferiore del Santa Maria della Scala, dopo essere stato lungamente presso gli ex locali dell’Accademia di Belle Arti in via della Sapienza. Il museo nasce dall’accorpamento di varie collezioni appartenenti a istituzioni (la collezione comunale e quella dell’Accademia dei Fisiocritici) e collezioni private (Bargagli, Bonci-Casuccini, Mieli) consistenti in nuclei di reperti scoperti a Siena o nell’ambito provinciale (Sarteano, territorio chiusino, Val d’Elsa, Valico de La Foce). Una apertura alla restante archeologia italica e greca è offerta dalla collezione Chigi Zondadari. Fra i reperti notevoli si ricordano, i materiali relativi alle tombe di sferracavalli, le urne in travertino del tumulo dei Marcni da Molinello di Asciano, la collezione di urne in alabastro da Sarteano, una notevole collezione di votivi; il rilievo detto delle “Muse chigiane”, forse di età adrianea, verosimilmente ritraente l’accoglimento della poetessa Saffo fra le muse e un bel ritratto del tipo Pseudo-Seneca.

## Opere principali
Domenico Beccafumi
- Trittico della Trinità, 1513
- Santa Caterina da Siena riceve le stimmate tra i santi Benedetto e Girolamo, 1515 circa
- Madonna Bellanti, 1515 circa
- San Michele scaccia gli angeli ribelli, 1525 circa
- Discesa di Cristo al Limbo, 1530-1535 circa
- Incoronazione della Vergine, 1539 circa
- Natività della Vergine, 1540-1543 circa

Dietisalvi di Speme
- Madonna di San Bernardino, 1262
- Madonna Galli-Dunn, 1265 circa
- Cinque pannelli dal Dossale di Badia Ardenga, 1280 circa

Duccio di Buoninsegna
- Polittico n. 28, 1300-1305 circa

Giovanni di Paolo
- Madonna dell'Umiltà, 1435 circa

Guido da Siena
- Dossale n. 7, 1270
- Trasfigurazione, entrata di Cristo a Gerusalemme e resurrezione di Lazzaro, 1270-1275 circa

Ambrogio Lorenzetti
- Annunciazione, 1344

Pietro Lorenzetti
- Pala del Carmine, 1327-1329

Simone Martini
- Madonna col Bambino n. 583, 1305-1310 circa
- Pala del Beato Agostino Novello, 1324

Maestro di Tressa
- Paliotto del Salvatore, 1215

Michelino da Besozzo
- Sposalizio mistico di santa Caterina, 1420 circa